# Abdul Magid Kubar
Abdul Magid Kubar (Tripoli, 9 maggio 1909 – 4 ottobre 1988) è stato un politico libico, primo ministro della Libia dal maggio 1957 all'ottobre 1960.